# Wolne Niemieckie Związki Zawodowe

Emblemat FDGB

Wolne Niemieckie Związki Zawodowe (niem. Freier Deutscher Gewerkschaftsbund – FDGB) – federacja związkowa w NRD, wchodząca w skład Frontu Narodowego i reprezentowana w Izbie Ludowej (Volkskammer).
FDGB został utworzony w Berlinie 15 czerwca 1945 roku. Pierwszy kongres odbył się w dniach 9–11 lutego 1946 na którym na przewodniczących wybrano Hansa Jendretzky'ego (KPD), Bernharda Göringa (SPD) i Ernsta Lemmera (CDU).